# Felicitas
Felicitas era una deessa de la mitologia romana, personificació de la felicitat. Se la representava com una dona jove amb un caduceu, una cornucòpia i un gran somriure. Apareixia a les monedes i a les inscripcions que invoquen la bona fortuna. Luci Licini Lucul·le, cònsol l'any 74 aC, va erigir un temple en el seu honor, que es va cremar en temps de l'emperador Claudi. Com altres divinitats que representen qualitats abstractes per als romans, la seva adoració va ser més tardana que els déus inspirats en la mitologia grega o d'ascendència etrusca, no es troben mencions a Felicitas fins ben entrat el segle ii aC. Els grecs adoraven la mateixa divinitat, amb el nom de Εὐτυχία ('Eutuchia', èxit, bona sort), i sovint se la troba representada a les obres d'art. Felicitas tenia un fort lligam amb l'Estat i segles després es va convertir en un nom propi femení.